# Palidoro
Palidoro è una frazione di 2 198 abitanti del comune di Fiumicino nella città metropolitana di Roma Capitale.
È stata la quarantasettesima zona di Roma nell'Agro romano, indicata con Z. XLVII, istituita con delibera del commissario straordinario n. 2453 del 13 settembre 1961 e soppressa con delibera del commissario straordinario n° 1529 dell'8 settembre 1993 a seguito dell'istituzione del Comune di Fiumicino, avvenuta con legge regionale n. 25 del 6 marzo 1992.

## Confini della zona sotto il comune di Roma
La zona confinava a nord con i comuni di Cerveteri e Anguillara Sabazia, a est con la zona Z. XLIX Santa Maria di Galeria, a sud-est con la zona Z. XLVI Torrimpietra, a sud con la zona Z. XLIII Maccarese Nord e a ovest con il mar Tirreno.

## Storia
Nel 1019 l'area venne menzionata da papa Benedetto VIII col toponimo Palitorium. Nel 1480 la comunità di Roma menziona un castrum presente nell'area. La tenuta, composta dai tenimenti di Palidoro, Sant'Angelo e Castel Lombardi, già appartenuta ai Normanni, fu di proprietà della famiglia Muti, e in seguito dal XVII secolo della famiglia Peretti, che la cedette infine all'arcispedale di Santo Spirito in Saxia di Roma.
Presso la Torre di Palidoro, il 23 settembre 1943, il vicebrigadiere Salvo D'Acquisto, con atto eroico, si offrì volontario alla fucilazione da parte dei tedeschi per salvare 22 persone che sarebbero state fucilate per rappresaglia. Negli anni 2000 fu proposto di ubicare in zona una discarica e un inceneritore, proposta che suscitò varie proteste da parte degli abitanti della frazione. Nel 2014 è stata soprannominata "Palidoro Oasi".

## Economia

### Artigianato
Tra le attività economiche più tradizionali, diffuse e rinomate vi sono quelle artigianali, come l'estrazione e la lavorazione del travertino, finalizzata al settore dell'edilizia ed a quelli artistici.

## Infrastrutture e trasporti

### Ferrovie
|  | È raggiungibile dalla stazione di Torre in Pietra-Palidoro. |

## Sport

### Calcio
- Borgo Palidoro che, nel campionato 2023-24, milita nel campionato maschile di Promozione